# Marcos 2

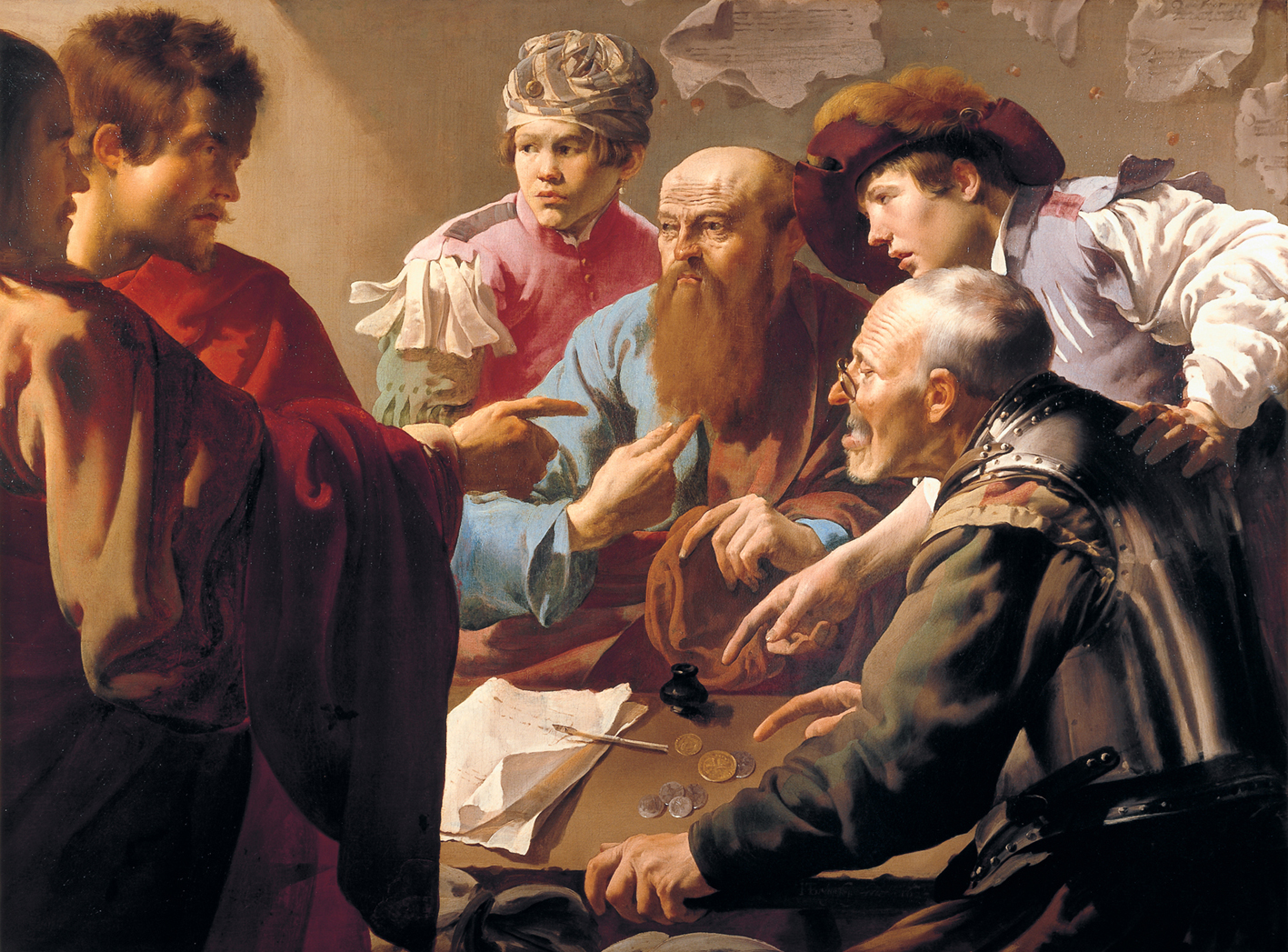
Chamado de Mateus, um dos episódios de Marcos 2.
1621. Por Hendrick ter Brugghen, atualmente no Centraal Museum, em Utrecht, nos Países Baixos.

Marcos 2 é o segundo capítulo do Evangelho de Marcos no Novo Testamento da Bíblia. Ele relata a primeira discussão entre Jesus e os doutores da Lei, o chamado de Mateus e a cura do paralítico.

## Cura do paralítico

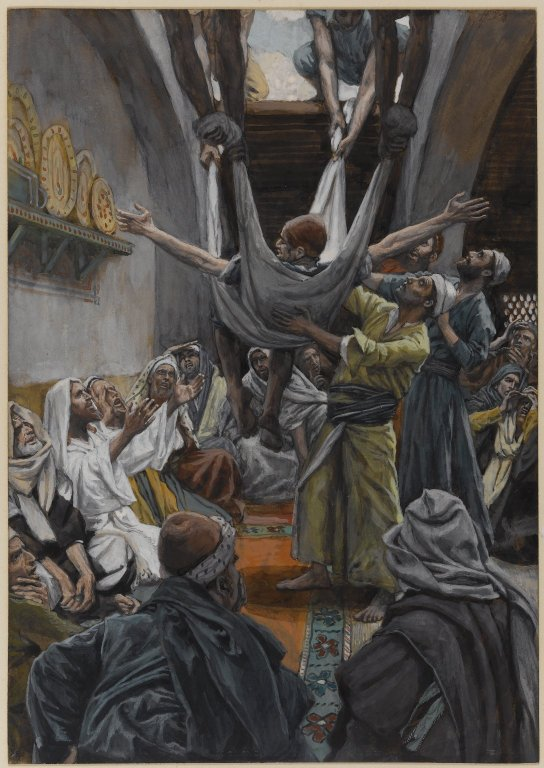
Jesus curando um paralítico.
Entre 1886 e 1894. Por James Tissot, atualmente no Brooklyn Museum, em Nova Iorque.

Marcos 2 começa quando quatro homens trazem um paralítico para ver Jesus, mas não conseguem passar pela multidão. Os quatro homens então o erguem, mas Marcos não indica quem seriam. Como até então Jesus havia convocado apenas quatro discípulos, alguns estudiosos especularam se poderiam ser eles os quatro, mas não há consenso sobre o tema. O fato é que eles abrem um buraco no telhado da casa e descem o homem por ele, uma indicação de que se tratava de uma casa humilde, com teto feito de folhas, casca de árvores e barro, possivelmente com traves de madeira para suportá-lo. Uma típica casa na Palestina da época. Jesus se impressiona com esforço e cura o homem, chamando-o de "filho", um sinal claro de afeição. 
Alguns doutores da Lei que estavam por ali (da seita dos fariseus) se incomodaram e perguntaram se Jesus não estaria blasfemando ao perdoar pecados, uma prerrogativa de Deus (Marcos 2:7). Segundo Marcos, Jesus, «percebendo logo em seu espírito que eles assim discorriam dentro de si» (Marcos 2:8), sabia que eles duvidavam de sua habilidade e autoridade. 
Esta é a primeira vez que Jesus enfrenta outros doutores judeus em Marcos. Ele provavelmente está marcando com este episódio o começo de sua explicação do motivo pelo qual as autoridades judaicas depois se voltariam contra Jesus.

## Chamado de Levi
Jesus, enquanto pregava para uma grande multidão, passa pela "coletoria" (onde se cobravam os impostos) e pede que "Levi, filho de Alfeu" o siga chamando-o pelo nome. Este episódio também aparece em Lucas 5 e em Mateus 9, mas apenas neste último se afirma claramente que este Levi é o apóstolo Mateus. Em Marcos, ele é apenas o filho de Alfeu, que, por sua vez, aparece também como nome do pai de Tiago. Uns poucos manuscritos trazem escrito "Tiago" e não "Levi", mas é a opinião majoritária dos estudiosos de que estes casos são tentativas de copistas de deixar a questão mais clara. Alguns, como a Enciclopédia Católica, assumem que ele tinha dois nomes, "Mateus Levi"), um deles provavelmente um sobrenome ou apelido, e que é uma coincidência que os pais de Levi e Tiago tivessem o mesmo nome. Marcos não lista um "Levi" como um dos doze apóstolos em Marcos 3:16–19 e, se considerarmos apenas o texto de Marcos, não é claro se ele era ou não um deles.
Jesus e seus discípulos comem com Levi e seus amigos de má reputação, o que provoca a curiosidade dos «os escribas dos fariseus» (Marcos 2:16). Não fica claro se eles estavam também comendo ou apenas passando pelo local. A preparação adequada da comida e companhia na qual se come são aspectos importantes do judaísmo, que chega a considerar perigoso para alguém comer com outros que não observam os mesmos costumes que os judeus, principalmente para os zelosos fariseus (veja também "Incidente em Antioquia")
Jesus encerra o episódio com esta afirmação, sem responder de fato aos seus adversários. Muitos veem nisto uma estratégia narrativa de Marcos para encaixar as grandes frases de Jesus, que ele próprio utilizará depois nos próximos dois incidentes. Estudiosos chamam esta estratégia de apotegma ou chreia. 
Os três evangelhos sinóticos apresentam esta história depois da cura do paralítico.

## Jejuns e os odres velhos
A narrativa de Marcos então parece avançar para um evento distinto, depois do jantar com Levi, embora seja possível que ele ainda esteja se referindo ao mesmo episódio. Algumas pessoas (que ele não especifica) perguntam o motivo pelo qual os discípulos de João Batista e os fariseus estão jejuando (ou seja, estão sem comer), mas os discípulos de Jesus não estão. Naquela época, jejuava-se por muitas razões, como o luto ou para cumprir alguma penitência, mas a mais importante no contexto deste capítulo é a antecipação da chegada do esperado Messias e, talvez, para acelerar este processo. Levítico 16:29 exige o jejum no "Dia do Perdão" como um "estatuto perpétuo" sem distinção para "o natural, nem o estrangeiro que peregrina entre vós". Porém, Marcos não especifica qual o motivo do jejum dos discípulos de João. 
Jesus justifica seu comportamento e fala de si como um noivo e de seus discípulos como convidados de seu casamento — uma comparação carregada de implicações messiânicas. Ele continua afirmando que «lhes será tirado o noivo» (Marcos 2:20) e neste dia os discípulos irão jejuar (veja Quaresma), uma alusão à sua própria morte. Os estudiosos que defendem que Jesus não tinha conhecimento de sua própria morte, este verso é considerado como um "um produto da igreja antiga". 
Então Jesus fala de vinhos e odres:
| “ | «Ninguém cose remendo de pano novo em vestido velho; de outra forma o remendo novo tira parte do velho, e torna-se maior a rotura. Ninguém põe vinho novo em odres velhos; de outra forma o vinho fará arrebentar os odres, e perder-se-á o vinho, e também os odres. Pelo contrário vinho novo é posto em odres novos.» (Marcos 2:21–22) | ” |

## Colheita durante o sabá

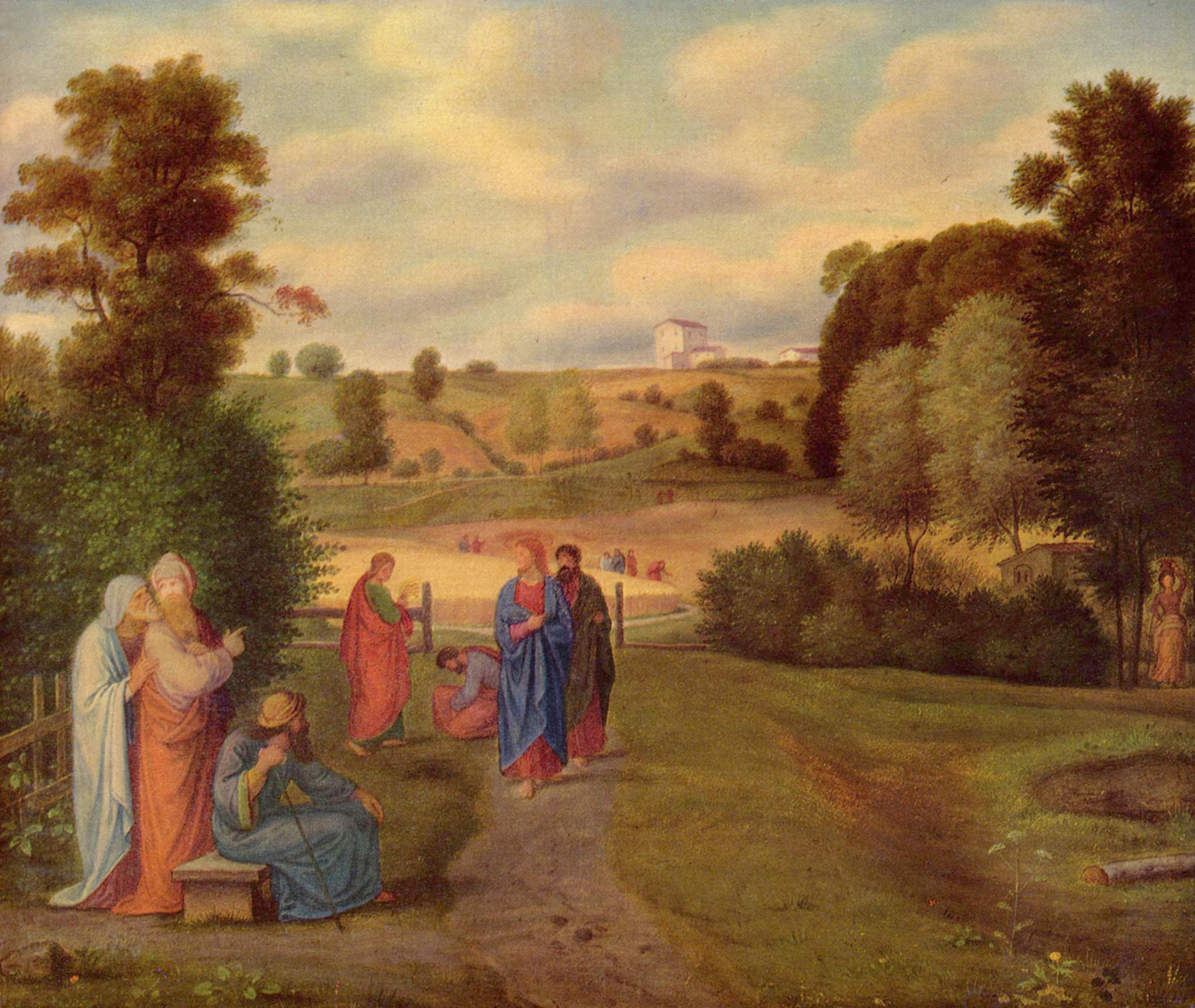
Senhor do Sábado.
c. 1840. Por Ferdinand Olivier, em coleção particular.

Num novo "salto temporal", Marcos passa a descrever os discípulos de Jesus colhendo algumas espigas de trigo num sabá e os fariseus os acusam de violar o dia de descanso (Marcos 23:24). O mandamento para observá-lo como dia de descanso está em Êxodo 31:16–17, um "pacto perpétuo ... entre mim e os filhos de Israel", mas Deuteronômio 23:25 afirma que uma pessoa pode colher do campo de outra. Sobre a circunstância do encontro, é provável que os fariseus tenham passado a seguir Jesus a partir dos conflitos anteriores, mas isto não descarta a hipótese de eles terem simplesmente se encontrado com ele num campo cultivado ou perto de um. Alguns defendem que este evento não é histórico, sendo apenas um recurso literário utilizado por Marcos para debater o tema da observância do sabá. E. P. Sanders defende que estes debates sobre o sabá, a lavagem das mãos e sobre comida são obras de Marcos, pois houve debates entre Paulo e outros líderes cristãos (em Gálatas 2, Gálatas 4 e Romanos 4) sobre o tema depois do fim do ministério de Jesus. 
Jesus lembra os discípulos de uma história sobre David encontrada em I Samuel (I Samuel 21:31), na qual ele havia recebido permissão para comer um pão consagrado especial reservado aos sacerdotes (detalhado em Levítico 24:5–9). A conclusão é que se David pôde quebrar um mandamento por causa da fome, Jesus também poderia. Em Marcos, Jesus afirma que isto teria ocorrido quando Abiatar era sumo sacerdote enquanto que o texto em Samuel afirma que o sumo sacerdote na época era Aimeleque, pai de Abiatar. Lucas e Mateus não citam nenhum nome. É possível que Marcos tenha simplesmente cometido um erro ou estava de posse de uma cópia incompleta ou incorreta do Livro de Samuel. Uns poucos manuscritos de Marcos omitem esta frase, mas a maior parte dos acadêmicos acredita que o nome do sumo sacerdote de fato foi escrito por Marcos e não por um copista posterior.
O capítulo 2 termina com Jesus afirmando que é também o Senhor do Sábado (Marcos 2:27–28), uma confirmação da precedência das necessidades humanas frente à estrita observância da Lei. Alguns vêm nisto uma ruptura em relação ao entendimento judaico sobre a Lei (veja Cristianismo e judaísmo). Tanto Lucas (Lucas 6:1–5) quanto Mateus (Mateus 12:1–8) não trazem a sentença da passagem em Marcos, "O sábado foi feito por causa do homem, e não o homem por causa do sábado". Defensores da hipótese do documento Q afirmam que Lucas e Marcos, ao copiarem este trecho de Marcos, omitiram a frase por considerá-la muito radical. Jesus afirma na frase saber para que serve o sabá — e, portanto, a mente de Deus — e se iguala ao "Senhor do Sábado", que é Deus, uma afirmação com importantes implicações cristológicas.

## Relação com os demais evangelhos
O relato de Marcos está quase integralmente em Lucas 5 e Lucas 6 e em Mateus, com exceção do episódio do sabá, que está em Mateus 12. Nada disso aparece em João, com a possível exceção da cura do paralítico.